# Madeleine Hartog Bell
Madeline Hartog-Bel (Camaná, 1946) è una modella peruviana, vincitrice del concorso di bellezza Miss Mondo 1967.

## Biografia
Ex Miss Perù, Madeleine Hartog-Bell è stata incoronata diciassettesima Miss Mondo, il 16 novembre 1967 presso il Lyceum Theatre di Londra, ricevendo la corona dalla Miss Mondo uscente, l'indiana Reita Faria. È stata la prima Miss Mondo peruviana.